# Ognyan Toshev
Ognyan Toshev (em búlgaro:  Огнян Тошев, nascido em 23 de junho de 1940) é um ex-ciclista olímpico búlgaro. Representou sua nação em dois eventos nos Jogos Olímpicos de Verão de 1960.